# Overal (F1rstman)
Overal is een lied van de Pakistaans-Nederlandse rapper F1rstman in samenwerking met de Marokkaans-Nederlandse dj DJ Youss-F en de Algerijns-Franse rapper Boef. Het werd in 2016 als single uitgebracht.

## Achtergrond
Overal is geschreven door Hassan Syed en Sofiane Boussaadia en geproduceerd door Soundflow. Het is een nummer uit het genre nederhop met effecten uit de Arabische muziek en de muziek uit de Bollywood-films. In het lied rappen en zingen de artiesten over een dame die de liedverteller constant in zijn gedachten ziet voorbijkomen en met wie hij wil zijn. De single heeft in Nederland de driedubbele platinastatus.
Voor het lied zijn van de drie artiesten verschillende beelden geschoten. De beelden waarom F1rstman en DJ Youss-F te zien zijn, zijn opgenomen in Marokko, terwijl de beelden van Boef zijn gemaakt in de Marrakech Lounge in Leiden.

## Hitnoteringen
De artiesten hadden succes met het lied in de hitlijsten van Nederland. Het piekte op de zevende plaats van de Nederlandse Single Top 100 en stond 25 weken in deze hitlijst. In de Nederlandse Top 40 kwam het tot de negentiende positie. Het was dertien weken in de Top 40 te vinden. 